# Ґронди (Конінський повіт)
Ґронди (пол. Grądy) — село в Польщі, у гміні Сомпольно Конінського повіту Великопольського воєводства.
Населення — 120 осіб (2011).
У 1975-1998 роках село належало до Конінського воєводства.

## Демографія
Демографічна структура станом на 31 березня 2011 року:
|          | Загалом | Допрацездатний вік | Працездатний вік | Постпрацездатний вік |
| -------- | ------- | ------------------ | ---------------- | -------------------- |
| Чоловіки | 62      | 21                 | 37               | 4                    |
| Жінки    | 58      | 16                 | 35               | 7                    |
| Разом    | 120     | 37                 | 72               | 11                   |